# Tetranchyroderma hystrix
Tetranchyroderma hystrix is een buikharige uit de familie Thaumastodermatidae. Het dier komt uit het geslacht Tetranchyroderma. Tetranchyroderma hystrix werd in 1926 voor het eerst wetenschappelijk beschreven door Remane. 